# Kamphausen Media
Die Kamphausen Media war eine Mediengruppe mit den Verlagen Aurum, J. Kamphausen, Lebensbaum Verlag, Lüchow, Theseus und TAO Cinemathek mit Sitz in Bielefeld.

## Geschichte
Joachim Kamphausen gründete zusammen mit Uta Bodewig und Harald Gries 1983 in Bielefeld den Context Verlag. Zunächst publizierte das Unternehmen scheckkartengroße Übersichten zur Fußreflexzonenmassage. Kurze Zeit später wurden die ersten Bücher und ein Augentrainingsprogramm mit einer Rasterbrille herausgebracht, mit denen Joachim Kamphausen sich in den Segmenten Spiritualität, Gesundheit und Bewusster Leben positionierte. Aufgrund einer Namensstreitigkeit musste der Verlag 1996 umbenannt werden und firmierte fortan als J. Kamphausen Verlag & Distribution GmbH.
Im Jahr 2000 sicherte sich der Verlag die Rechte an der deutschen Übersetzung des Buches Jetzt! Die Kraft der Gegenwart des in Kanada lebenden deutschen Autors Eckhart Tolle. Das Buch verkaufte sich bis 2012 allein in Deutschland über 500.000 mal und zählt damit zu den erfolgreichsten Titeln auf dem spirituellen Buchmarkt.
2001 erweiterte Joachim Kamphausen mit der Übernahme des bis dahin in Braunschweig ansässigen Aurum Verlages das thematische Spektrum der Verlagspublikationen. 2009 kamen die vormals zum in Freiburg im Breisgau ansässigen Verlag Herder gehörenden Verlage Lüchow und Theseus hinzu und gründeten zusammen mit den Imprints J. Kamphausen und Aurum die J. Kamphausen Mediengruppe. Im Dezember 2012 ging mit der tao.de GmbH eine Ausgründung der Mediengruppe als eine seinerzeit neuartige Self-Publishing-Plattform für Autoren an den Start. Seit November 2017 firmiert die Mediengruppe als Kamphausen Media GmbH.
Im Mai 2019 ging der Verleger Joachim Kamphausen nach eigener Aussage in den Ruhestand. Die Self-Publishing-Plattform tao.de wurde ebenfalls im Mai 2019 an die tredition GmbH aus Hamburg veräußert.
Seit 2024 gibt es den Kamphausen Verlag nicht mehr. Das Programm wurde aufgespalten, einen Teil sicherte sich die Penguin Random House Verlagsgruppe. Ein weiterer Teil wird durch den Silberschnur Verlag unter dem Namen Kamphausen weitergeführt.

## Programm und Autoren
Insgesamt umfasste das Programm mehr als 700 Titel aus den Themenbereichen Lebensführung, nachhaltige Wirtschaft, Ökologie, Spiritualität und ganzheitliches Heilen. Zu den bekanntesten Autoren zählte Eckhart Tolle. Außerdem produzierte die Kamphausen Media Filme (Tao-Cinemathek), Kalender, E-Books, Online-Kurse und, in Kooperation mit dem Hörbuchverlag Steinbach sprechende Bücher, die Audiobook-Reihe Meisterschaft im Leben.